# Josef Eichheim
Josef Eichheim (23 de febrero de 1888 - 13 de noviembre de 1945) fue un actor teatral y cinematográfico de nacionalidad alemana.

## Biografía
Su nombre completo era Josef Theodor Ludwig Eichheim, y nació en Múnich, Alemania. Hijo del agente de comercio Josef Ferdinand Maria Eichheim y su esposa, Josefa Maria Weikl, cursó estudios comerciales. Sin embargo, en 1905 estudió interpretación en Zúrich, debutando en el Stadttheater Passau. En los siguientes años pronto se confirmó como un popular actor. Actuó en Memmingen, Biberach an der Riß, Lindau y Altemburgo. Tras haber servido como soldado en la Primera Guerra Mundial, desde 1919 hasta 1932 actuó en el Teatro de Cámara de Múnich, ganándose el favor del público.
Su carrera cinematográfica empezó en 1922 actuando con Karl Valentin en el film mudo Mysterien eines Frisiersalons. A esa producción siguieron otras varias mudas, como Der Weiberkrieg (1929), Hinter Klostermauern (1928) y Bruder Bernhard (1929). Sin embargo, su centro de atención seguía siendo el teatro, aunque eso cambió con la llegada del cine sonoro, medio en el que podía desarrollar su habilidad como comediante lingüístico.
En sus comienzos para el cine, también actuó en melodramas, haciendo papeles de cierta complejidad como en Peter Voss, der Millionendieb (1932) y Der Tunnel (1933). A continuación trabajó en producciones de carácter popular, que enriqueció con su humor bávaro. Al igual que actores como Joe Stöckel, Weiß Ferdl y Karl Valentin, desempeñó papeles de personajes bávaros, traviesos e inteligentes, como ocurrió en el film Der lachende Dritte (1936).
En 1939 Eichheim fundó la productora cinematográfica Isar-Film, pero la Segunda Guerra Mundial frustró el proyecto.
Siguió rodando comedias en los años 1940, a menudo en papeles de reparto, actuando junto a intérpretes como Hans Moser o Joe Stöckel. Parece ser que Joseph Goebbels le pidió encarnar al personaje principal en la película El judío Süß, y que el actor lo rechazó.
Josef Eichheim fue arrestado tras la guerra por la policía militar estadounidense, sin explicación alguna, siendo trasladado a un campo de internamiento en Emmering. Allí cayó enfermo, por lo que fue llevado a un hospital en Gars, donde falleció en 1945. Sus restos descansan en el Cementerio Ostfriedhof de Múnich.

## Filmografía
- 1922 : Mysterien eines Frisiersalons
- 1926 : Ich hab’ mein Herz in Heidelberg verloren
- 1928 : Der Weiberkrieg
- 1928 : Hinter Klostermauern
- 1929 : Bruder Bernhard
- 1932 : Peter Voss, der Millionendieb
- 1932 : Wenn dem Esel zu wohl ist
- 1932 : Fürst Seppl
- 1932 : Die Nacht der Versuchung
- 1932 : Kiki
- 1932 : Baby
- 1932 : Muß man sich gleich scheiden lassen?
- 1933 : S.A. Mann Brand
- 1933 : Fräulein Hoffmanns Erzählungen
- 1933 : Der Tunnel
- 1933 : Das verliebte Hotel
- 1933 : Der Schuß am Nebelhorn
- 1934 : Es knallt (corto)
- 1934 : Der Doppelgänger
- 1934 : Die vertauschte Braut
- 1934 : Bei der blonden Kathrein
- 1934 : Klein-Dorrit
- 1934 : Zwischen Himmel und Erde
- 1934 : Die Frauen vom Tannhof
- 1935 : Knock out
- 1935 : Großreinemachen
- 1935 : Der Kampf mit dem Drachen
- 1935 : Die blonde Carmen
- 1935 : Der Gefangene des Königs
- 1935 : Der Klosterjäger
- 1935 : Der ahnungslose Engel
- 1936 : Arzt aus Leidenschaft
- 1936 : Straßenmusik
- 1936 : Moral
- 1936 : Diener lassen bitten
- 1936 : Du bist mein Glück
- 1936 : Der lachende Dritte
- 1936 : Der Jäger von Fall
- 1937 : Liebe geht seltsame Wege
- 1937 : Gordian, der Tyrann
- 1937 : Die Stimme des Herzens
- 1937 : So weit geht die Liebe nicht
- 1937 : Meiseken
- 1937 : Spiel auf der Tenne
- 1937 : Der Lachdoktor
- 1937 : Der Schimmelkrieg in der Holledau
- 1937 : Serenade
- 1937 : Gewitter im Mai
- 1938 : Das Mädchen mit dem guten Ruf
- 1938 : Narren im Schnee
- 1938 : Frau Sixta
- 1938 : Die Pfingstorgel
- 1938 : Drei wunderschöne Tage
- 1939 : Fasching
- 1939 : Gold in New Frisco
- 1939 : Sommer, Sonne, Erika
- 1940 : Sonderbare Flitterwochen
- 1940 : Das sündige Dorf
- 1940 : Links der Isar – rechts der Spree
- 1940 : Rosen in Tirol
- 1941 : Blutsbrüderschaft
- 1941 : Der siebente Junge
- 1941 : So gefällst Du mir
- 1941 : Liebe ist zollfrei
- 1941 : Venus vor Gericht
- 1941 : Der scheinheilige Florian
- 1942 : Der verkaufte Großvater
- 1942 : Kleine Residenz
- 1942 : Der Hochtourist
- 1942 : Der dunkle Tag
- 1942 : Johann
- 1943 : Kohlhiesels Töchter
- 1943 : Die schwache Stunde
- 1943 : Großstadtmelodie
- 1943 : Peterle
- 1943 : Wildvogel
- 1943 : Die keusche Sünderin
- 1943 : Ich bitte um Vollmacht
- 1944 : Warum lügst Du, Elisabeth?
- 1944 : Die falsche Braut
- 1945 : Dreimal Komödie
- 1945 : Das kleine Hofkonzert